# غزو المهدية (1550)
غزو المهدية هي عملية عسكرية وقعت بين يونيو وسبتمبر 1550 في المهدية (تونس)، وذلك أثناء الحروب الإسبانية الجزائرية وبهدف السيطرة على البحر الأبيض المتوسط. الحملة البحرية كانت بقيادة أندريا دوريا وبرناردينو دي مندوزا وبمشاركة فرسان الإسبتارية الذين يقودهم كلود دو لا سنغل. استطاعوا مع بعضهم محاصرة المدينة والاستيلاء على حصن المدينة العثماني، والذي يدافع عنه درغوث رئيس المساند من قبل الأتراك وآلاف الموريسكيين. درغوث كان يستعمل هذا الحصن في أنشطته لقرصنة السواحل الإسبانية والإيطالية.

بعد هذه الحملة، ترك العثمانيين للإسبان مدينة المهدية فكان اسبان يقتلون و ينهبو قد طلب سكان المهدية المساعدة من عرفة شابي فلبى طلبهم ، وهزم الأسبان وطردهم من مدينة مهدية.